# Закон Пашена

Кривые Пашена для гелия, неона, аргона, водорода и азота.

Зако́н Па́шена, назван в честь Фридриха Пашена, сформулировавшего этот закон в 1889 году.
Де ла Рю и Мюллер (De La Rue and Muller) первыми обнаружили зависимость пробойного напряжения {\displaystyle U} от произведения давления газа {\displaystyle p} и расстояния между электродами {\displaystyle L}. Однако их результаты не были замечены и процитированы в работе Пашена. Пашен исследовал зажигание разряда постоянного тока между сферическими электродами, изменяя расстояние {\displaystyle L} между ними. Он показал, что пробойное напряжение {\displaystyle U} зависит только от произведения {\displaystyle pL}, а не отдельно от давления {\displaystyle p} и зазора {\displaystyle L}. Этот закон широко известен как закон Пашена. В соответствии с законом, наименьшее напряжение зажигания газового разряда между двумя плоскими электродами (в однородном электрическом поле) есть величина постоянная (и характерная для данного газа) при одинаковых значениях {\displaystyle pL}. Закон Пашена означает, что кривые зажигания {\displaystyle U(p)}, измеренные для различных расстояний между электродами {\displaystyle L}, должны наложиться друг на друга, если их построить как функцию {\displaystyle U(pL)}. При выполнении закона Пашена напряжение в минимуме кривой зажигания, а также произведение {\displaystyle pL} должны сохраняться неизменными, постоянными.
Закон Пашена представляет собой частный случай закона подобия газовых разрядов: явления в разряде протекают одинаково, если произведение давления газа на длину разрядного промежутка остаётся величиной постоянной, а форма промежутка сохраняется геометрически подобной исходной. Однако в ряде работ было замечено, что пробойное напряжение для более длинных зазоров между электродами было заметно выше, чем для узких зазоров при неизменной величине произведения {\displaystyle pL}. Первыми на отклонения от закона Пашена указали Таунсенд и МакКеллум (Townsend and McCallum) и МакКеллум и Клатзов (McCallum and Klatzow). Они получили, что при фиксированном {\displaystyle pL} пробойные напряжения возрастают с увеличением расстояния между электродами. Отклонения от закона Пашена наблюдал также Миллер (Miller), исследовавший напряжения пробоя в неоне при различных расстояниях между электродами. Правые ветви кривых зажигания в криптоне и ксеноне измерили Жак и др. (Jacques et al.). Они получили, что эти ветви с увеличением расстояния между электродами не совпадают, а смещаются в область более высоких пробойных напряжений.
Лисовский и др. (Lisovskiy, Yakovin, Yegorenkov) исследовали пробой газов низкого давления в цилиндрических трубках различного радиуса {\displaystyle R}, при различных расстояниях {\displaystyle L} между плоскими электродами, различных материалах электродов в диапазоне отношения {\displaystyle L/R\leq 3}. Они показали, что обычный закон Пашена для пробоя газа в постоянном электрическом поле выполняется только для коротких разрядных трубок, у которых отношение межэлектродного промежутка к радиусу трубки {\displaystyle L/R\leq 1}. Для бо́льших значений {\displaystyle L/R} нужно пользоваться модифицированным законом {\displaystyle U=f(pL,L/R)}. При {\displaystyle L/R>1} увеличение расстояния между электродами {\displaystyle L} смещает кривые зажигания {\displaystyle U(p)} в область более высоких пробойных напряжений {\displaystyle U} и более низких давлений газа (при выполнении обычного закона Пашена кривые зажигания с ростом расстояния между электродами смещаются в диапазон более низких давлений газа при неизменном напряжении в минимуме кривой зажигания).